# Vladimír Štěrba
Vladimír Štěrba (* 6. November 1897 in Přestavlky u Chrudimi; † 27. März 1940 in Brünn) war ein tschechoslowakischer Soldat, Legionär, Oberst und Brigadegeneral in memoriam in der Tschechoslowakei sowie als führendes Mitglied der Widerstandsgruppe Obrana národa eine Persönlichkeit des tschechoslowakischen Widerstandes 1939–1945 gegen den Nationalsozialismus.

## Leben
Nachdem Vladimír Štěrba 1915 in Olmütz die Abitur ablegte, rückte er in die österreichische Armee ein, wo er in Rijeka einen Offizierskurs absolvierte und als Offizier an die Ostfront abkommandiert wurde. Am 26. November 1916 desertierte er, wurde verhaftet und in der damaligen Darnyzja einige Monate interniert. Er meldete sich freiwillig in die Tschechoslowakischen Legionen, wo er am 12. Juni 1917 aufgenommen wurde. Als Befehlshaber eines Schützenregiments nahm er an Kämpfen entlang der Transsibirischen Eisenbahn teil und kehrte im Frühjahr 1920 aus Wladiwostok auf dem Umweg über Kanada in die Tschechoslowakei zurück. Dort trat er in die tschechoslowakische Armee ein, befehligte mehrere Abteilungen und wurde 1933 in den Dienstgrad eines Majors befördert. Ende der 1930er Jahre wirkte er in Uherské Hradiště, wo er ein Bataillon der Infanterie befehligte und zugleich die Offiziersschule der 14. Infanteriedivision leitete. 1938 weilte Štěrba kurz in der Sowjetunion als Abgesandter der tschechoslowakischen Militärmission. Zum Zeitpunkt der Besetzung der Tschechoslowakei im März 1939 diente Štěrba in Uherské Hradiště als Oberstleutnant.

## Widerstand
Nach der Errichtung des Protektorats Böhmen und Mähren engagierte sich Vladimír Štěrba in der Widerstandsgruppe Obrana národa, die sich größtenteils aus Angehörigen der aufgelösten Armee rekrutierte. In der mährischen Landessektion der Widerstandsgruppe, deren Leitung der General Bohuslav Všetička innehatte, wurde er mit dem Befehl der Bezirksgruppe in Uherské Hradiště für die Region Süd-Ost-Mähren. Štěrba wurde bereits am 30. November 1939 verhaftet und in den Kasematten des Gestapo-Gefängnisses in der Festung Špilberk interniert, wo die Gestapo in brutalen Verhören versuchte, die Namen weiterer Widerstandskämpfer zu erfahren. Um sicher zu gehen, dass er die Namen nicht preisgibt, verlangte Štěrba nach einem Stück Papier und einem Stift, damit er sie aufschreiben kann. Am nächsten Tag, dem 27. März 1940, hat man ihn in seiner Zelle, gehängt, aufgefunden.
Vladimír Štěrba hatte mit seiner Ehefrau Marie Štěrbová einen gleichnamigen Sohn, Vladimír Štěrba (* 1923; † 1998), der ebenfalls in der Armee diente und den Dienstgrad eines Oberstleutnants erlangte.

## Ehrungen
Kriegsgrab in Přestavlky u Chrudimi
1945 wurde Vladimír Štěrba zum Oberst und 1948 zum Brigadegeneral in memoriam befördert.